# Hoeryŏng
Hoeryŏng (pronunciación en coreano: /ɸwe̞.ɾjʌŋ/) es una ciudad de la provincia de Hamgyŏng del Norte, Corea del Norte. Se encuentra frente a la provincia de Jilin, China, con el río Tumen en el medio. Sanhe (三合鎮), en la ciudad Longjing, es la ciudad china más cercana al otro lado del río. Hoeryŏng es el lugar de nacimiento de la primera esposa de Kim Il Sung y de la madre de Kim Jong Il, Kim Jong-suk. El Sitio Revolucionario de Hoeryong conmemora su lugar de nacimiento.
El antiguo campo de concentración de Hoeryŏng (Kwalliso No. 22) estaba ubicado a 20 kilómetros de la ciudad.

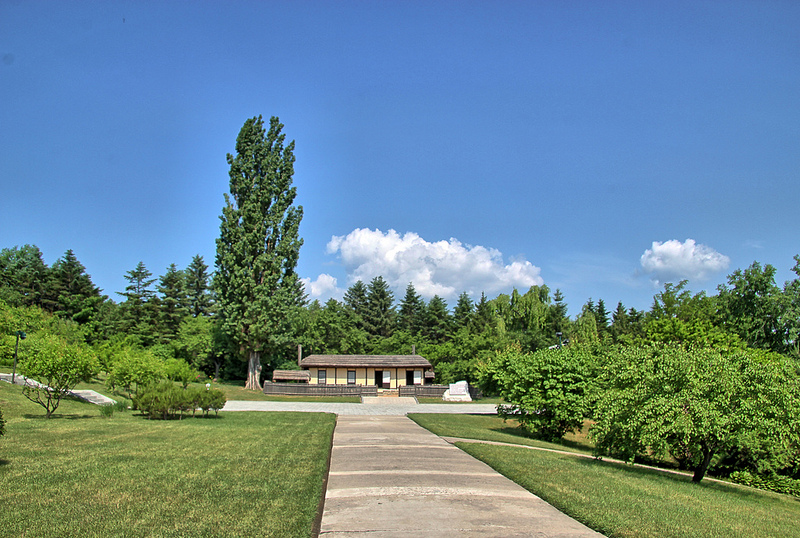
Lugar de nacimiento de Kim Jong-suk

## Historia
Hoeryŏng fue uno de los seis puestos/guarniciones (en chosŏn'gŭl, 육진; en hancha, 六鎭) establecidos bajo la orden de Sejong el Grande (1418 - 1450) para salvaguardar a su pueblo de los Yurchen, seminómadas potencialmente hostiles que vivían al norte del río Yalú. En 1952, algunos territorios de Hoeryŏng (en ese entonces un condado), que incluían el myoen de Poŭl y partes de myoens de Yonghung y Pyŏksŏng, se incorporaron al entonces recién creado condado de Yusŏn. Después de la incorporación del condado de Yusŏn en 1974, la región de Yusŏn se convirtió en una región de trabajadores de Yusŏn. A principios de mayo de 2007, el recién nombrado Primer Ministro Kim Yong-il visitó Hoeryŏng. En ese momento, el Primer Ministro trajo consigo en su tren un vagón de vidrio (hecho en Corea del Sur) y 3 vagones de cemento. Después de entregar los bienes al Comité Popular de Hoeryŏng, ordenó que la ciudad de Hoeryŏng fuera decorada y adornada tanto al ser la ciudad donde estaba el lugar de nacimiento de la Madre Kim Jong-suk.

## Divisiones administrativas
Hoeryŏng-si se divide en 19 tong (barrios) y 28 ri (pueblos):
| - Chungdo-dong - Chungbong-dong - Ch'irwŏlp'aril-dong - Kang'an-dong - Kyerim-dong - Kungsim-dong - Mang’yang-dong - Nammun-dong - Osandŏk-tong - Poŭl-dong - Saemaŭl-dong - San'ŏp-tong - Sechon-dong - Sinch'ŏn-dong - Sŏngch'ŏn-dong - subuk-tong - Tongmyŏng-dong - Yŏkchŏn-dong - Yusŏn-dong - Changt'ae-ri - Changhyo-ri - Hakpo-ri - Hangyong-ri - Hongsal-li | - In'ge-ri - Kesang-ri - Keha-ri - Kulsal-li - Kŭmsaeng-ri - Musal-li - Namsal-li - Obong-ri - Oryu-ri - Pangwŏl-li - Pyŏksŏng-ri - P'ungsal-li - Raksaeng-ri - Ryongch'ŏl-li - Saŭl-li - Sinhŭng-ri - Sŏngbung-ri - Sŏngdong-ri - Songhang-ri - Taedong-ri - Tokhŭng-ri - Wŏnsal-li - Yŏngsu-ri |

## Economía
Las principales industrias de Hoeryŏng son las máquinas de minería y una fábrica de papel. El área contiene muchas minas. Según los informes de los medios, en 2017 los residentes comunes de Hoeryong recibieron electricidad durante 3 a 4 horas por día. Sin embargo, muchas personas no tienen electricidad en absoluto.

## Disturbios civiles
Se informa que el 24 de septiembre de 2008, solo alrededor del 20% de los residentes de la ciudad de Hoeryŏng asistieron a un programa de capacitación en defensa civil que se llevó a cabo en la ciudad de Hoeryŏng. Se cree que el otro 80% se quedó en casa o atendió a campos privados. Como castigo, las autoridades de la Defensa Civil ordenaron a los no asistentes que pagaran 5000 KP₩, sin embargo, esta multa fue ignorada en gran medida.

## Inundación de 2016
El 29 de agosto de 2016, como resultado del tifón Lionrock, el río Tumen se inundó, dejando a muchos de los residentes sin hogar y causando importantes daños al lugar. Los residentes desplazados se mudaron a China.

## Clima
Hoeryong tiene un clima continental húmedo (clasificación climática de Köppen: Dwb).
| Parámetros climáticos promedio de Hoeryŏng | Parámetros climáticos promedio de Hoeryŏng | Parámetros climáticos promedio de Hoeryŏng | Parámetros climáticos promedio de Hoeryŏng | Parámetros climáticos promedio de Hoeryŏng | Parámetros climáticos promedio de Hoeryŏng | Parámetros climáticos promedio de Hoeryŏng | Parámetros climáticos promedio de Hoeryŏng | Parámetros climáticos promedio de Hoeryŏng | Parámetros climáticos promedio de Hoeryŏng | Parámetros climáticos promedio de Hoeryŏng | Parámetros climáticos promedio de Hoeryŏng | Parámetros climáticos promedio de Hoeryŏng | Parámetros climáticos promedio de Hoeryŏng |
| Mes                                        | Ene.                                       | Feb.                                       | Mar.                                       | Abr.                                       | May.                                       | Jun.                                       | Jul.                                       | Ago.                                       | Sep.                                       | Oct.                                       | Nov.                                       | Dic.                                       | Anual                                      |
| ------------------------------------------ | ------------------------------------------ | ------------------------------------------ | ------------------------------------------ | ------------------------------------------ | ------------------------------------------ | ------------------------------------------ | ------------------------------------------ | ------------------------------------------ | ------------------------------------------ | ------------------------------------------ | ------------------------------------------ | ------------------------------------------ | ------------------------------------------ |
| Temp. máx. media (°C)                      | -5.1                                       | -2.0                                       | 4.2                                        | 12.6                                       | 18.3                                       | 21.4                                       | 24.8                                       | 25.4                                       | 21.2                                       | 14.7                                       | 4.9                                        | -2.7                                       | 11.5                                       |
| Temp. media (°C)                           | -11.1                                      | -8.5                                       | -2.2                                       | 5.7                                        | 11.4                                       | 16.0                                       | 20.3                                       | 20.8                                       | 15.3                                       | 8.1                                        | -0.8                                       | -8.4                                       | 5.6                                        |
| Temp. mín. media (°C)                      | -17.0                                      | -15.0                                      | -8.5                                       | -1.2                                       | 4.6                                        | 10.7                                       | 15.8                                       | 16.3                                       | 9.4                                        | 1.5                                        | -6.4                                       | -14.0                                      | -0.3                                       |
| Precipitación total (mm)                   | 6                                          | 6                                          | 14                                         | 29                                         | 61                                         | 94                                         | 112                                        | 155                                        | 82                                         | 38                                         | 20                                         | 8                                          | 625                                        |
| Fuente: Climate-Data.org                   |                                            |                                            |                                            |                                            |                                            |                                            |                                            |                                            |                                            |                                            |                                            |                                            |                                            |

## Lectura adicional
- Dormels, Rainer. North Korea's Cities: Industrial facilities, internal structures and typification. Jimoondang, 2014. ISBN 978-89-6297-167-5
- Lankov, Andrei (9 de octubre de 2017). «The Hoeryong model: how a sleepy N. Korean town experienced an economic boom». NK News - North Korea News (en inglés).

- Datos: Q48888
- Multimedia: Hoeryong / Q48888